# Замок Хазег
Замок Хазег (нем. Burg Hasegg, букв. «дом на углу») — средневековый замок, расположенный на территории тирольского города Халль-ин-Тироль (Галль), в округе Инсбрук-Ланд. Первоначально на месте замка располагалась башня городских стен Халля; в XIII веке на юго-западном углу местного соляного завода была построена сторожевая башня, выполнявшая также роль пожарной каланчи — башня упоминается в документах за 1296 год как «turris in salina» (башня у соляных заводов). Сам замок впервые упоминается в документах 1306 года.

## История
Граф Тироля Фридрих IV в связи с финансовыми проблемами передал свою городскую резиденцию «Königshaus» городу Халль-ин-Тироль: в 1406 году она начала использоваться в качестве ратуши. Поскольку у тирольских Габсбургов больше не было резиденции в городе, преемник Фридрих — эрцгерцог Сигизмунд — начал в 1446 году возведения нового замка. В 1480 году были построены Монетные ворота и массивная Монетная башня, которая заменила собой старую сторожевую башню-каланчу. В 1490 году башня Хазегер-Тор была укреплена бастионом.
В 1567 году эрцгерцог Фердинанд II Тирольский приказал переместить в замок Хазег свой монетный двор: мастер монетного двора стал также хранителем замка. По ряду сведений, преемник Сигизмунда, император Максимилиан I, отпраздновал в 1494 году свой второй брак в замке. Максимилиан в 1515 году продолжил строительные работы: в тот период было возведено каменное восточное крыло и устроена часовня Святого Георгия. После смерти Максимилиана просторные залы временно использовались как зернохранилища. В 1809 году монетный двор был закрыт баварскими властями.